# Ronda de Segovia
La Ronda de Segovia es una vía pública en el límite sur del distrito de Palacio de la ciudad de Madrid, que describe una curva descendente en dirección norte-sureste desde la Calle de Segovia (a la altura del parque de Atenas) hasta la Glorieta de la Puerta de Toledo.
Marca de forma parcial un tramo del límite de los barrios de Embajadores y Palacio y el distrito de Arganzuela.

## Historia

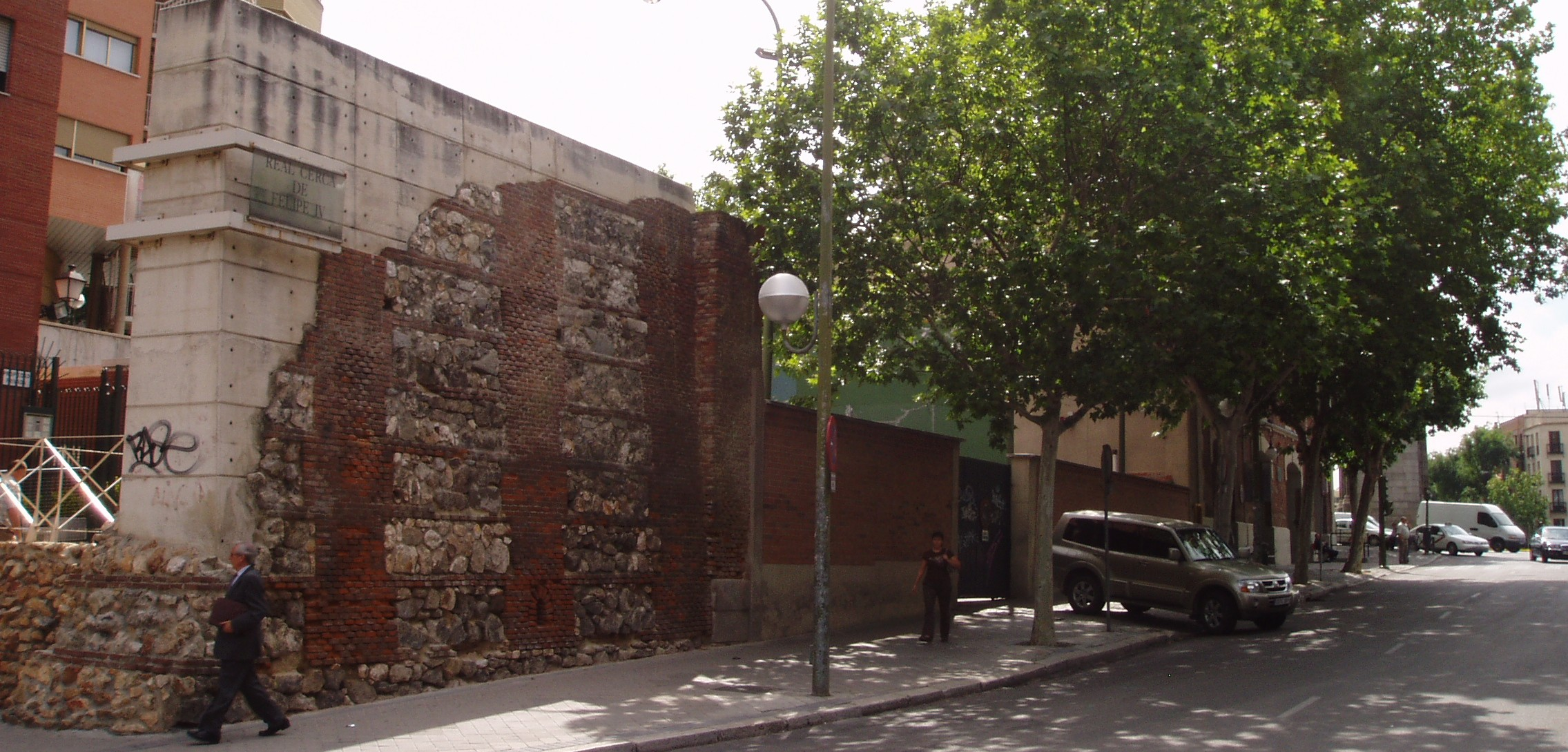
Restos de la antigua cerca de Felipe IV, en el perímetro de la Ronda.

Formada como vía hacia 1825, entró dentro del proyecto del Ensanche de 1868 y el derribo de la vieja Cerca de Felipe IV, que en su zona sur discurría por el perímetro formado luego por las rondas de Atocha, Valencia, Toledo y esta de Segovia.

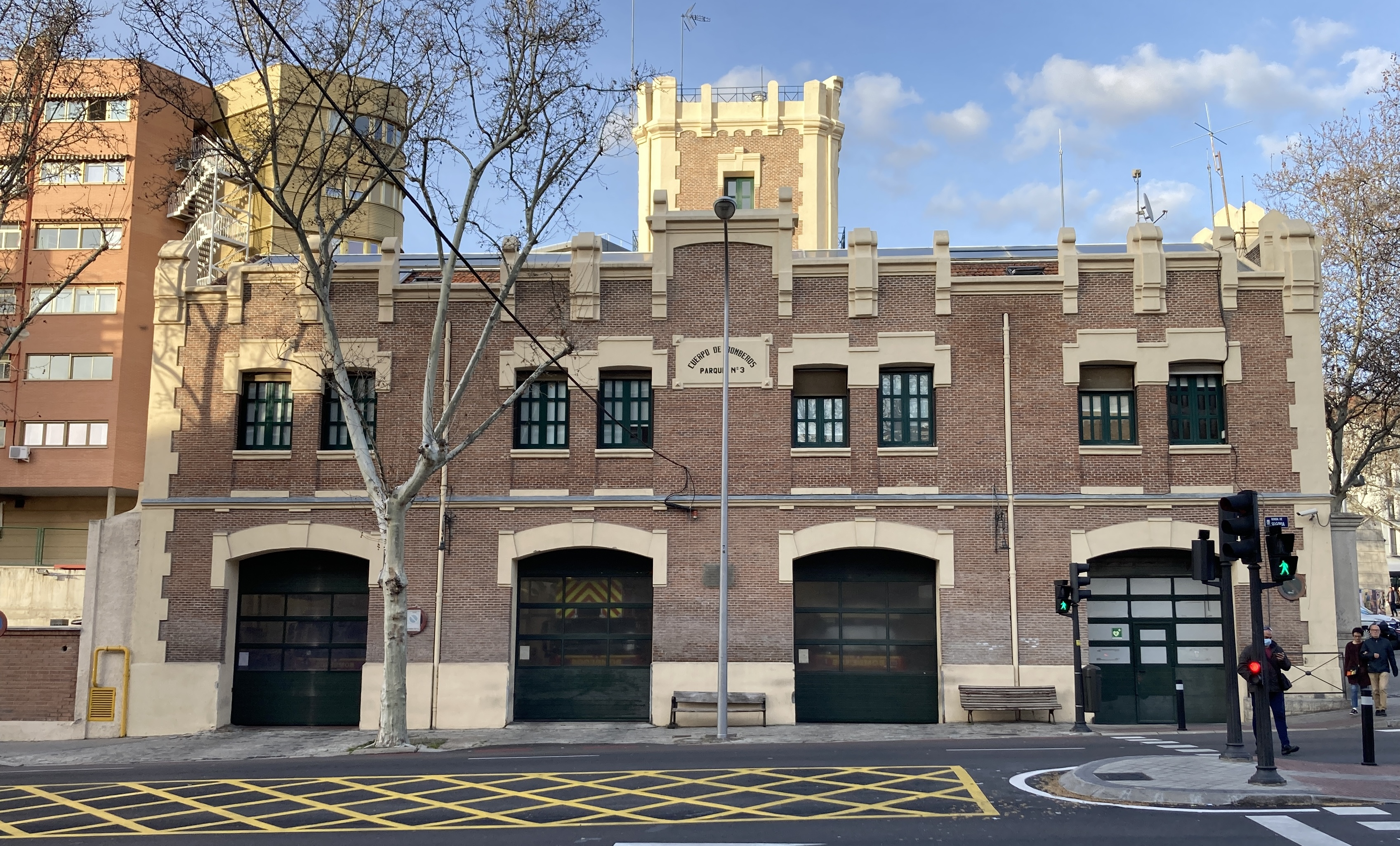
Parque de bomberos n.º 3 de Madrid.

En el primer cuarto del siglo xx, el cronista Pedro de Répide iba describiendo su trazado como sucesión de las cuestas de Javalquinto, Algeciras, las Descargas, el jardín de la Orden y las escalerillas de la calle del Águila, discurriendo al pie del cerro de Las Vistillas siguiendo el límite de la ciudad medieval y la vega del río Manzanares. También cuenta Répide que hubo en dicho trazado algunas tenerías herederas de las antiguas curtiembres de la Ribera de Curtidores.